# Eufònic
Eufònic és un festival d'arts sonores, visuals i digitals-performatives de les Terres de l'Ebre que se celebra des de l'any 2012. Les propostes del festival pretenen mantenir una relació molt íntima amb el paisatge i el territori. El gestor cultural i músic Vicent Fibla és el director del festival, i el grup comissariat està format per l'artista visual madrilenya Alba G. Corral, Arnau Horta, Antònia Folguera, Marta Oliveras i Oskar Fernández. El festival dura quatre dies (amb un cap de setmana previ, Pòrtic Eufònic, amb inauguracions d'instal·lacions artístiques), en diverses poblacions del territori i combina els espectacles i performances gratuïtes amb altres de pagament.
Les activitats del festival es desenvolupen en municipis com Amposta, Miravet, Roquetes, Tortosa, Ulldecona o Vinaròs. Fins al 2023, la majoria d'actes es duien a terme a La Ràpita, any en què el festival en marxà al retirar-ne el nou consistori el suport. El festival dona cabuda a espectacles audiovisuals, tallers, instal·lacions en espais museístics o temporalment habilitats, accions sonores, activitats per al públic familiar i concerts en espais singulars.
El festival Eufònic ha portat endavant la seva versió urbana a Barcelona, al centre cultural Arts Santa Mònica, on s'ha celebrat Eufònic Urbà durant 8 edicions (des de 2013 a 2021), amb algunes de les propostes creades al festival de les Terres de l’Ebre. El juny de 2023 es distingí l'esdeveniment amb el Premi Nacional de Cultura (2023).